# Modern Combat (serie)
Modern Combat è una serie di videogiochi sviluppati e pubblicati da Gameloft principalmente per Android e iOS. Tutti i giochi della serie si svolgono un po' come Call of Duty, dispongono di molte missioni in vari luoghi con compiti diversi che il giocatore deve completare. I principali nemici nel gioco sono terroristi, e molto spesso, il giocatore è accompagnato da altri soldati che combattono al suo fianco. Modern Combat: Sandstorm è il primo gioco della serie, è stato seguito da Modern Combat 2: Black Pegasus nel 2010, Modern Combat 3: Fallen Nation nel 2011, Modern Combat 4: Zero Hour nel 2012 e Modern Combat 5: Blackout nel 2014.

## Videogiochi
| 2009 | Modern Combat: Sandstorm       | iOS, Android, webOS, Bada                                         |
| 2010 | Modern Combat 2: Black Pegasus | iOS, Android, Xperia Play, BlackBerry PlayBook                    |
| 2011 | Modern Combat: Domination      | PlayStation Network                                               |
| 2011 | Modern Combat 3: Fallen Nation | iOS, Android, Bada 2.0, BlackBerry PlayBook                       |
| 2012 | Modern Combat 4: Zero Hour     | iOS, Android, Windows Phone 8, BlackBerry 10, BlackBerry PlayBook |
| 2014 | Modern Combat 5: Blackout      | iOS, Android, Windows Phone 8, Windows 8                          |
| 2017 | Modern Combat Versus           | iOS, Android, Windows                                             |